# Anita
För andra betydelser, se Anita (olika betydelser).
Anita är en spansk diminutivform, alltså 'lilla Anna', av det ursprungligen hebreiska namnet Anna.
Det äldsta belägget för Anita i Sverige är från år 1866, men det var först under 1920- och 1930-talen som namnet började bli populärt. Allra populärast var Anita under 1940-talet då det låg på tio-i-topp-listan för nyfödda flickor. Namnet fortsatte att vara populärt under 1950-talet, men har under senare hälften av 1900-talet blivit omodernt.
Den 31 december 2014 fanns det totalt 59 595 kvinnor folkbokförda i Sverige med namnet Anita/Anitha, varav 26 978 bar det som tilltalsnamn. Det var därmed det 28:e vanligaste kvinnonamnet i landet.
Namnsdag i Sverige: 9 september, (1986–1992: 10 juli). I den finlandssvenska namnsdagslängden har Anita namnsdag 22 oktober sedan starten 1929, då en egen namnsdagskalender togs i bruk för finlandssvenskar. Sedan 1973 också i den finska kalendern.

## Personer med namnet Anita

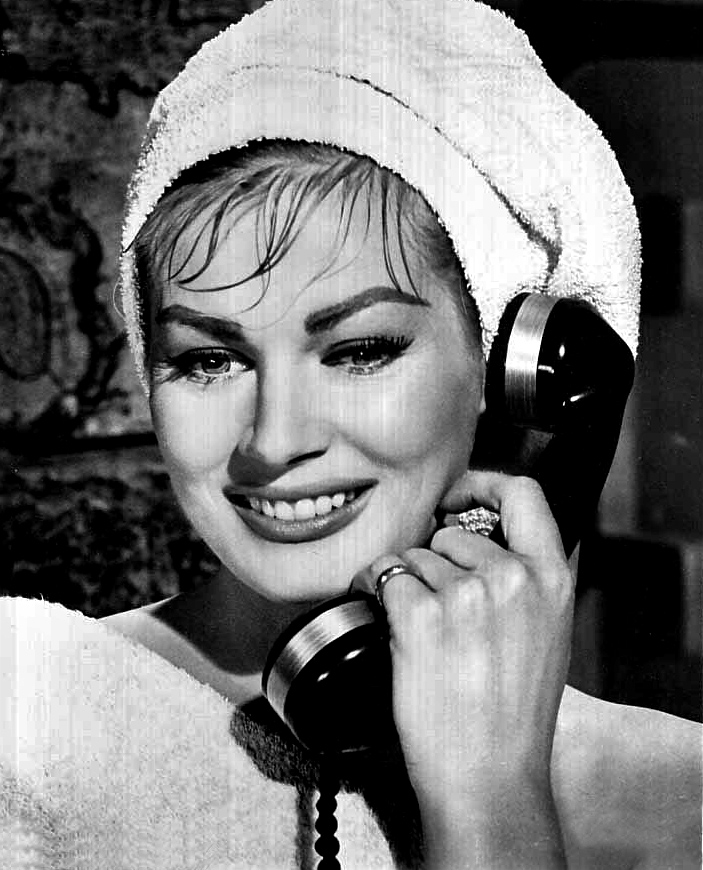
Anita Ekberg

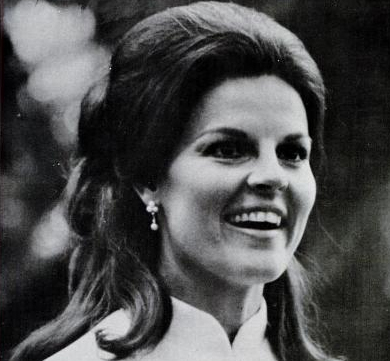
Anita Bryant

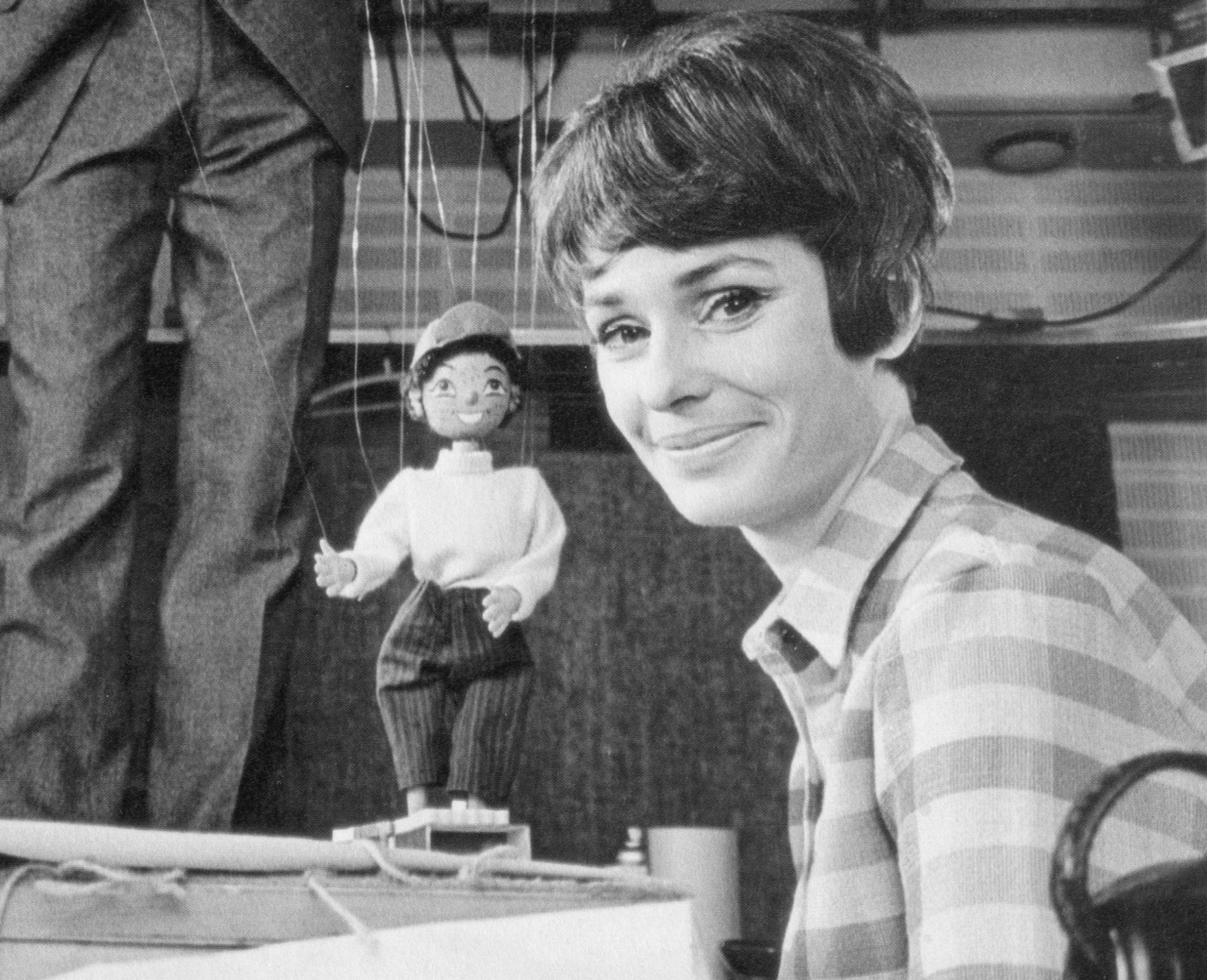
Anita och Televinken

- Anita Bay Bundegaard, dansk politiker och skribent
- Anita Berber, tysk dansare
- Anita Bitri-Prapaniku, albansk sångerska
- Anita Björk, svensk skådespelerska
- Anita Blom, svensk skådespelerska
- Anitha Bondestam, svensk politiker (L), f.d. statsråd
- Anita Briem, isländsk skådespelerska
- Anita Bryant, amerikansk sångerska
- Anita Bråkenhielm, svensk politiker (m), f.d. landshövding
- Anita Cornwell, amerikansk författare
- Anita Doth, nederländsk sångerska
- Anita Ekberg, svensk skådespelerska
- Anita Ekström, svensk skådespelerska
- Anita Gradin, svensk politiker (s)
- Anita Goldman, svensk författare
- Anita Hegerland, norsk sångerska och skådespelare
- Anita Hill, amerikansk advokat
- Anita Jacobson-Widding, svensk professor
- Anita Lindblom, svensk sångerska och skådespelerska
- Anita Lindman Lamm, svensk TV-hallåa och barn-TV-programledare (Anita och Televinken)
- Anita Lizana, chilensk tennisspelare
- Anita Lonsbrough, brittisk tävlingssimmare
- Anita Loos, amerikansk författare
- Anita Eklund Lykull, svensk författare
- Anita Mahadervan, brittisk sångerska och skådespelerska
- Anita Moen, norsk längdskidåkare
- Anita Molander, svensk skådespelerska
- Anita O'Day, amerikansk sångerska
- Anita Page, amerikansk skådespelerska
- Anita Pallenberg, italiensk fotomodell och skådespelerska
- Anita Palmkvist, svensk läromedelsförfattare
- Anita Pointer, amerikansk sångerska
- Anita Protti, schweizisk friidrottare
- Anita Roddick, brittisk entreprenör och grundare av butikskedjan The Body Shop
- Anita Shreve, amerikansk författare
- Anita Skorgan, norsk musiker
- Anita Soldh, svensk operasångerska
- Anita Stewart, amerikansk skådespelerska
- Anita Strandell, svensk sångerska
- Anita Thallaug, norsk skådespelerska och sångerska
- Anita Wachter, österrikisk alpin skidåkare
- Anita Wall, svensk skådespelerska
- Anita Ward, amerikansk sångerska
- Anita Włodarczyk, polsk friidrottare